# Exechia parva
Exechia parva är en tvåvingeart som beskrevs av Carl Erik Lundström 1909. Exechia parva ingår i släktet Exechia, och familjen svampmyggor. Arten är reproducerande i Sverige.